# Aleksandras Lileikis

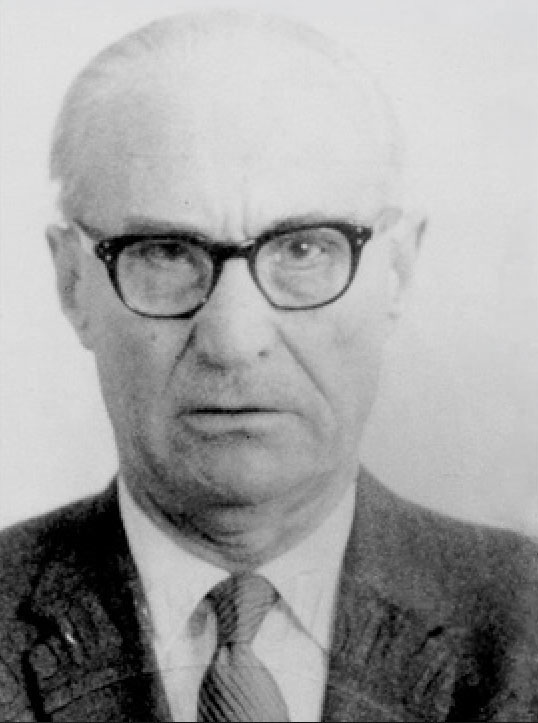
Aleksandras Lileikis

Aleksandras Lileikis (ur. 1908, zm. 26 września 2000) – litewski zbrodniarz wojenny, w czasie II wojny światowej szef okręgu wileńskiego kolaborującej z Niemcami litewskiej Saugumy, od 1955 w USA, od 1976 obywatel USA, pozbawiony obywatelstwa w 1996 za zbrodnie podczas wojny. Jego proces odkładano ze względu na stan zdrowia, zmarł w wieku 93 lat.